# Bistum Jeju
Das Bistum Jeju (lat.: Dioecesis Cheiuensis, kor.: 천주교 제주교구) ist eine in Südkorea gelegene römisch-katholische Diözese mit Sitz in Jeju-si (Cheju).

## Geschichte
Die Apostolische Präfektur Jeju wurde am 28. Juni 1971 durch Papst Paul VI. mit der Apostolischen Konstitution Quoniam supremi aus Gebietsabtretungen des Erzbistums Gwangju errichtet. Am 21. März 1977 wurde die Apostolische Präfektur Jeju durch Paul VI. mit der Apostolischen Konstitution Munus Apostolicum zum Bistum erhoben und dem Erzbistum Gwangju als Suffraganbistum unterstellt. Im Juni 2021 wurde die offizielle Transkription des Bistumsnamens von Cheju in Jeju geändert.

## Bischöfe von Jeju
- Michael Pak Jeong-il, 1977–1982, dann Bischof von Jeonju
- Paul Kim Tchang-ryeol, 1983–2002
- Peter Kang U-il, 2002–2020
- Pius Moon Chang-woo, seit 2020